# Штефени (Телеорман)
Штефени (рум. Ștefeni) насеље је у Румунији у округу Телеорман у општини Мерени. Oпштина се налази на надморској висини од 74 m.

## Становништво
Према подацима из 2002. године у насељу је живело 194 становника, од којих су сви румунске националности.